# Vastagcsőrű fahágó
A vastagcsőrű fahágó (Xiphocolaptes promeropirhynchus) a madarak osztályának verébalakúak (Passeriformes) rendjébe valamint a fazekasmadár-félék (Furnariidae) családjába és a fahágóformák (Dendrocolaptinae) alcsaládjába tartozó faj.

## Rendszerezése
A fajt René Primevère Lesson francia ornitológus írta le 1840-ben, a Dendrocolaptes nembe  Dendrocolaptes promeropirhynchus néven, innen helyezték jelenlegi nemébe.

## Alfajai
- Xiphocolaptes promeropirhynchus berlepschi E. Snethlage, 1908
- Xiphocolaptes promeropirhynchus compressirostris Taczanowski, 1882
- Xiphocolaptes promeropirhynchus costaricensis Ridgway, 1889
- Xiphocolaptes promeropirhynchus crassirostris Taczanowski & Berlepsch, 1885
- Xiphocolaptes promeropirhynchus emigrans P. L. Sclater & Salvin, 1859
- Xiphocolaptes promeropirhynchus ignotus Ridgway, 1890
- Xiphocolaptes promeropirhynchus lineatocephalus (G. R. Gray, 1847)
- Xiphocolaptes promeropirhynchus macarenae Blake, 1959
- Xiphocolaptes promeropirhynchus neblinae Phelps & W. H. Phelps Jr, 1955
- Xiphocolaptes promeropirhynchus obsoletus Todd, 1917
- Xiphocolaptes promeropirhynchus omiltemensis Nelson, 1903
- Xiphocolaptes promeropirhynchus orenocensis Berlepsch & Hartert, 1902
- Xiphocolaptes promeropirhynchus panamensis Griscom, 1927
- Xiphocolaptes promeropirhynchus paraensis Pinto, 1945
- Xiphocolaptes promeropirhynchus phaeopygus Berlepsch & Stolzmann, 1896
- Xiphocolaptes promeropirhynchus procerus Cabanis & Heine, 1859
- Xiphocolaptes promeropirhynchus promeropirhynchus (Lesson, 1840)
- Xiphocolaptes promeropirhynchus rostratus Todd, 1917
- Xiphocolaptes promeropirhynchus sanctaemartae Hellmayr, 1925
- Xiphocolaptes promeropirhynchus sclateri Ridgway, 1890
- Xiphocolaptes promeropirhynchus solivagus Bond, 1950
- Xiphocolaptes promeropirhynchus tenebrosus Zimmer & Phelps, 1948
- Xiphocolaptes promeropirhynchus virgatus Ridgway, 1890[2]

## Előfordulása
Mexikó, Belize, Costa Rica, Guatemala, Honduras, Nicaragua, Salvador, Panama, Bolívia, Brazília, Kolumbia,  Ecuador, Guyana,  Peru és Venezuela területén honos. A természetes élőhelye a szubtrópusi és trópusi  síkvidéki és hegyi esőerdők, valamint lombhullató erdők.

## Megjelenése
Átlagos testhossza 35 centiméter, testtömege 102-169 gramm. Zömök, erős testalkatú madár. Vastag, erős csőre van. Tollazata barna.

## Életmódja
Tápláléka rovarokból áll.
|  |

## Külső hivatkozások
- Képek az interneten a fajról
- Internet Bird Collection - videók a fajról
- Xeno-canto.org - a faj hangja és elterjedési területe